# 법경
법경(法經)은 전국 시대(기원전 475~220년)의 위(魏)나라 시기에 살았던 법학자 이회가 지은 것으로 전해지는 분실된 법전이다. 이 법경은 전통적으로 기원전 4세기 초로 거슬러 올라간다. 하지만 현재 학자들은 이 책이 서기 5~6세기의 위조품으로 널리 간주되고 있다.
『진서(晉書)』의 『형법지(刑法志)』에 처음으로 등장하는 전통적 설명에 따르면, 『법경』은 고대 중국의 최초의 법전이자 이후의 모든 법률서적의 기초가 되었다. 법가 개혁가 상양(商陽)이 이를 진나라로 가져가서 진률(秦律)의 기초가 되었고 이것이 나중에는 진나라의 법이 되었다고 한다.